# Smålands runinskrifter 164
Sm 164 är en medeltida dopfunt av sandsten i Hossmo kyrka, Hossmo socken och Kalmar kommun.

## Inskriften
Translitterering av runraden:
iak : biþ : þik : b...-- : at : þu : biþ : na͡fnleka : fyrer : þæn : man : s͡um : m...k : gio͡rþe : ia͡ko͡b : het : h-...
Normalisering till äldre fornsvenska:
Iak bið þik ... at þu biðr nafnliga fyriʀ þenn mann, sem m[i]k gærði. Iakob het h[ann].
Översättning till nusvenska:
Jag beder dig ... att du beder för den man, som gjorde mig, och därvid nämner hans namn. Jakob
hette han.